# Матурско вече 3: Последњи пољубац
Матурско вече 3: Последњи пољубац (енгл. Prom Night III: The Last Kiss) је канадски хорор филм из 1990, трећи у серијалу филмова Матурско вече и директан наставак Матурске вечери 2: Здраво, Мери Лу. Филм наставља причу о Мери Лу Малони, која бежи из пакла и започиње нови крвави пир у Хамилтон гимназији.
Режисер и сценариста филма је Рон Оливер, док су у главним улогама Тим Конлон, Синтија Престон и Кортни Тејлор. Годину и по дана касније добио је наставак под називом Матурско вече 4: Избави нас од зла.

## Радња
Мери Лу Малони бежи из пакла и у потрази за новим жртвама заљубљује се у Алкса Греја, просечног студента, који сања да буде изнад тог просека и постане доктор. Мери Лу је спремна да убије сваког ко стане на пут Алексовом успеху, али када пожели да га има само за себе донеће одлуку да убије и свког ко му је близак. Њен крајњи циљ је да одвуче Алекса са собом у пакао и убије га у једном карактеристичном ритуалу, како би заувек био њен краљ матуре.
Алексова девојка, Сара Монро, покушава да му помогне да побегне, али Мери Лу ће је на крају ипак убити, па Алексу не преостаје ништа друго сем да призна Мерину победу.

## Улоге
| Глумац          | Улога            |
| --------------- | ---------------- |
| Тим Конлон      | Алекс Греј       |
| Синтија Престон | Сара Монро       |
| Дејвид Стретон  | Шејн Тејлор      |
| Кортни Тејлор   | Мери Лу Малони   |
| Дилан Нил       | Ендру Даглас     |
| Џереми Рачфорд  | Леонард Велш     |
| Роџер Дан       | директор Ведерол |
| Џорџ Чувало     | проф Вокер       |
| Лесли Кели      | гђа Ричардс      |
| Тери Дојл       | Џек Росвел       |
| Тим Прогаш      | репортер         |
| Том Нурсал      | тренер           |
| Џуно Милс Кокел | Лич              |
| Никол Еванс     | Гејл             |
| Сабрина Будот   | Пеци Ривера      |